# Burg Sparnberg
Die Burg Sparnberg ist die Ruine einer Höhenburg in Sparnberg, einem Ortsteil von Hirschberg im thüringischen Saale-Orla-Kreis.
Die Burgruine liegt auf einem Hügel oberhalb des Ortes unweit der Kirche St. Simon und Judas Thaddäus. Erhalten geblieben sind Reste eines rechteckigen Hauptgebäudes mit einem annähernd quadratischen Abschnitt, Teile einer Sicherungsmauer und Reste eines höher gesetzten und voluminösen Bergfriedes. Das Gelände ist frei zugänglich, aber kaum gesichert und nicht ausgeschildert oder erläutert.
Theorien zur Entstehung der Burg gehen weit zurück bis zu der Annahme, dass die Burg Teil des Limes Sorabicus gewesen sein soll. In Anlehnung an die erste urkundliche Erwähnung des Ortes 1202 ist eine Gründung durch Gefolgsleute der Diepoldinger vom Haidstein plausibel, die sich in der Gründungsphase von Sparnberg, Hirschberg, Waldstein und Sparneck nannten. Besitznachfolger im Ort waren die Familien von Sack und Reitzenstein.